# السلوقيان (كوكبة)

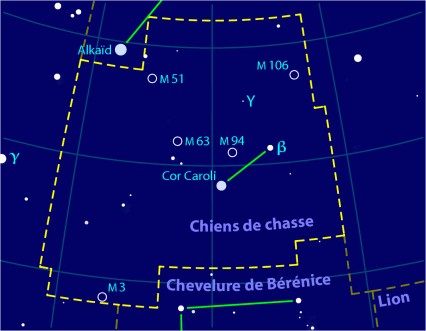
كوكبة السلوقيان وفيها توجد مجرة الزوبعة (M51).

كوكبة السلوقيان (باللاتينية: Canes Venatici) هو من كوكبات النصف الشمالي للكرة الأرضية، ويكون مرئياً خلال فصلي الربيع والصيف.

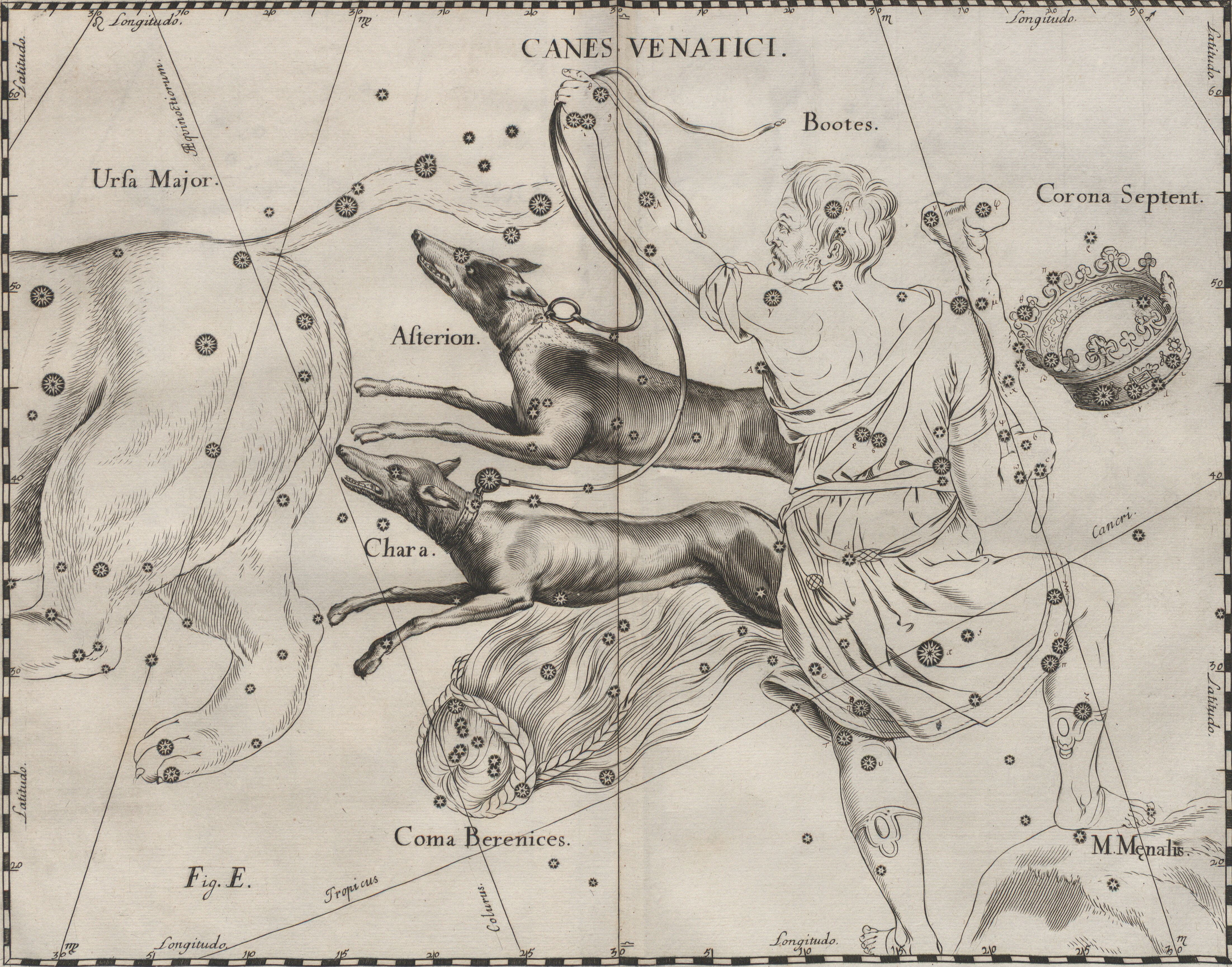
صورة قديمة تمثل كوكبة السلوقيان.

ومن المجرات الموجودة ضمن نطاق كوكبة السلوقيان: مجرة الدوامة، ومجرة عباد الشمس، والمجرة الحلزونية مسييه 94، والمجرة الحلزونية مسييه 106، و NGC 4214، و NGC 4449.
كما يوجد في كوكبة السلوقيان العنقود النجمي مسييه 3.
وأهم النجوم التي يمكن رؤيتها في كوكبة السلوقيان: ألفا السلوقيان (نجم كبد الأسد)، وبيتا السلوقيان (نجم تشارا)

## معرض صور

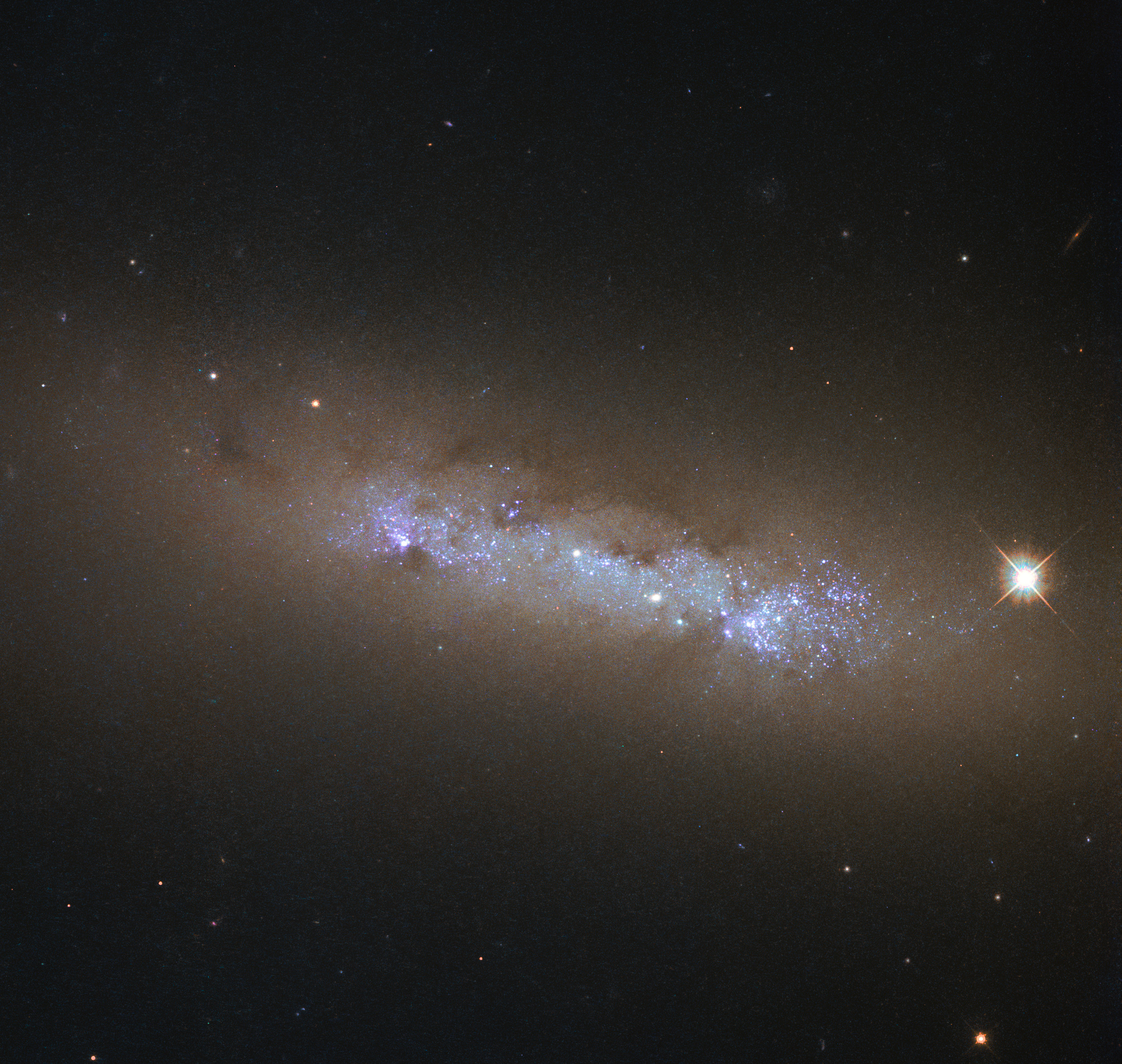
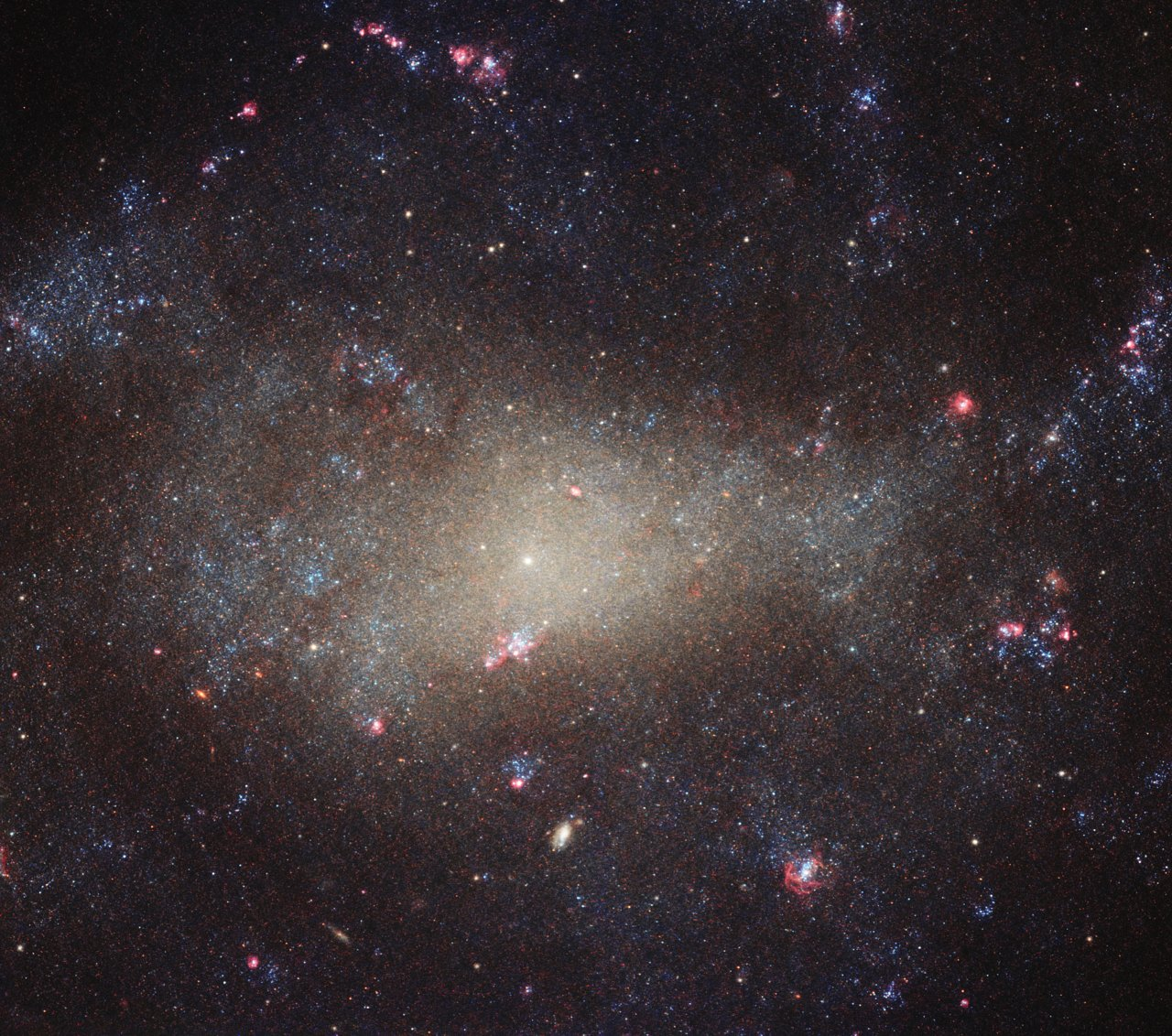
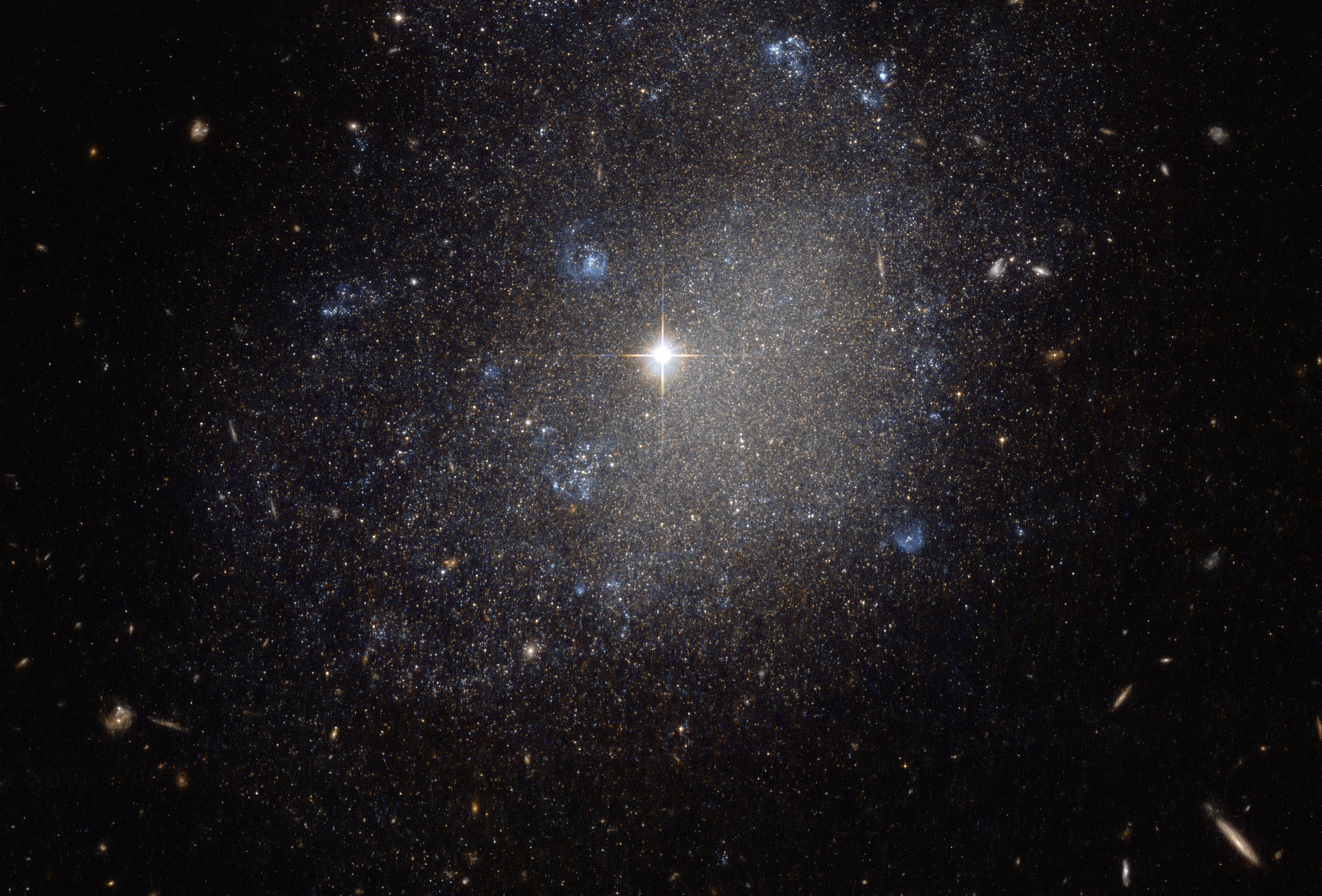